# Yoshihide Muroya
Yoshihide "Yoshi" Muroya (ur. 27 stycznia 1973 w Fukushimie) – japoński pilot akrobacyjny. Mistrz serii Red Bull Air Race World Championship z 2017 roku. W 1991 roku rozpoczął naukę pilotażu szybowców, dwa lata później przeprowadził się do Stanów Zjednoczonych, by zdobyć licencję pilota. W swoich pierwszych zawodach wystartował w 1997 roku.

Od 2021 roku jest członkiem zespołu Lexus/Pathfinder Air Racing, z którym startuje w serii The Air Race. Z marką Lexus współpracuje od 2016 roku. Jego doświadczenie pozwoliło opracować specjalny spojler dla modelu LC.